# Escuadrón 142
El Escuadrón 142 es un escuadrón del Ejército del Aire y del Espacio de España perteneciente al Ala 14 con sede en la Base Aérea de Los Llanos, en la ciudad española de Albacete.
Se creó el 1 de abril de 1980 con la llegada de nuevos Mirage F-1 a la Base Aérea de Los Llanos. En 2011 inició la transición al Eurofighter Typhoon, que entraron en pleno funcionamiento en 2013.
Tiene como misión la interceptación con tiempo despejado y de cazabombardero, además de haberse encargado de la conversión al Mirage F-1 y posteriormente al Eurofighter Typhoon y del adiestramiento de sus pilotos.
Es uno de los dos escuadrones que constituyen el Ala 14 junto al Escuadrón 141. Sus miembros son apodados coloquialmente «tigres» como el animal que luce en su emblema.
Desde 1986 es miembro de pleno derecho de la comunidad de tigres de la OTAN, año en el que participó por primera vez en el Tiger Meet.